# Дур-Ігріг
Дур-Ігрі́г — невеликий острів в Червоному морі в архіпелазі Дахлак, належить Еритреї, адміністративно відноситься до району Дахлак регіону Семіен-Кей-Бахрі.

## Географія
Розташований на північний захід від мису Рас-Ар-Ар на острова Дахлак. Має округлу форму діаметром 1 км. Острів облямований піщаними мілинами та кораловими рифами.